# 胸脊鲨属
胸脊鯊（學名：Stethacanthus），又名胸棘鯊或齒背鯊，是全頭亞綱下的一滅絕屬。生存於泥盆紀晚期（382.7 百萬年前）至石炭纪晚期（298.9 百萬年前）。其化石發現于亞洲、歐洲及北美洲。現存與胸脊鯊親緣最近的物種為銀鮫。

## 描述

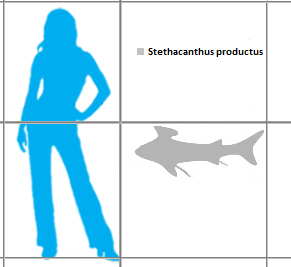
S. productus 與人類的體型比較

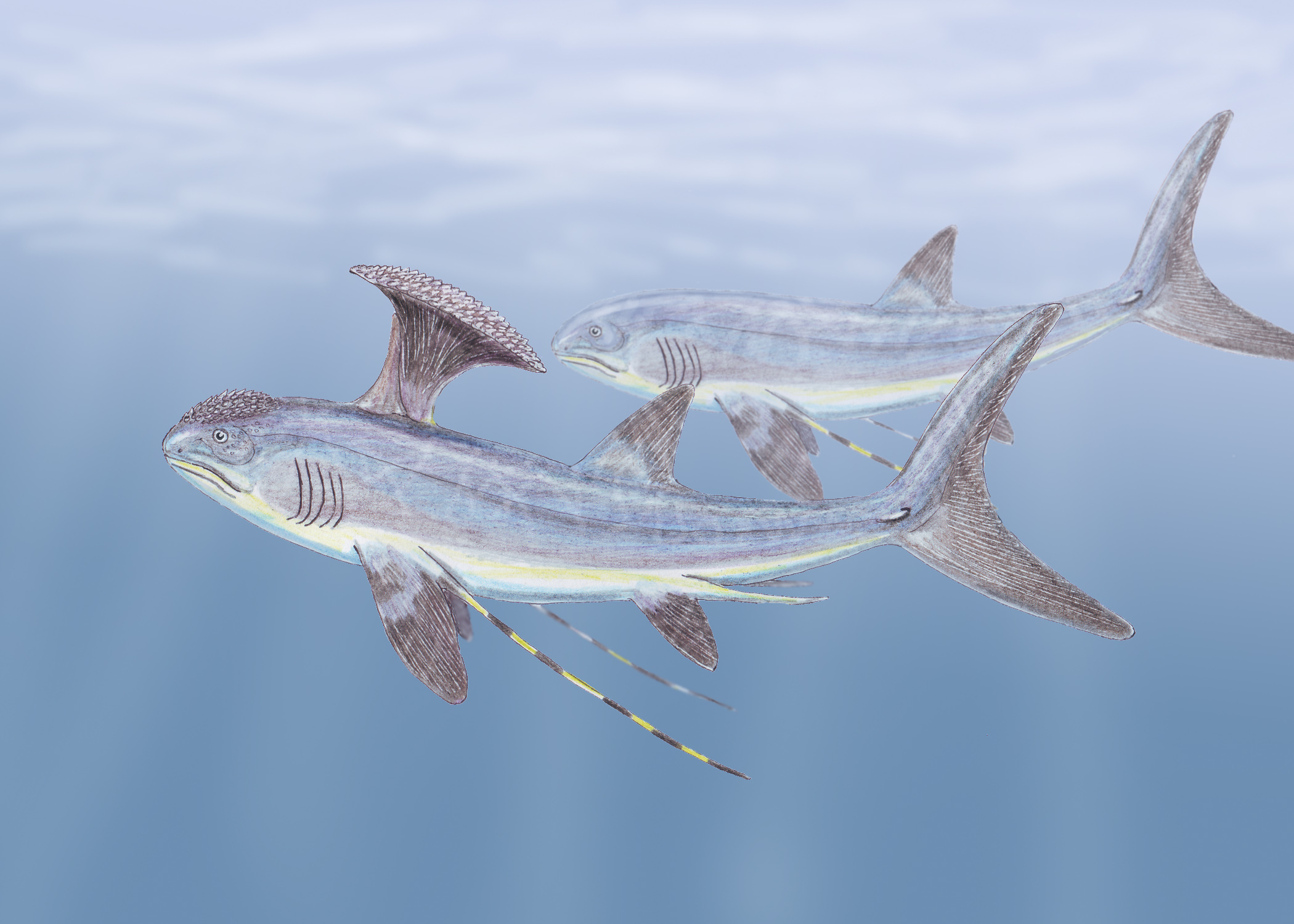
一對 S. altonensis（復原圖）

胸脊鯊長約 70（2.3英尺），外觀像現今的鯊魚。牠們的背鰭很特別，外形像鐵砧。牠們的頭部及背鰭滿佈細小的棘，就像是現今鯊魚盾鳞的放大版。一些學者認為背鰭有求愛的作用，另有一些認為是用來自衛的、或是用來依附在大型海洋動物身上。

## 古生態學
胸脊鯊為肉食性，以小型魚類、腕足動物門、海百合為食。然而牠們形狀特殊的背鰭對游泳十分不利，魚鰭和牙齒也較同體型的鯊魚來的小，因此胸脊鯊可能為游動緩慢的底棲魚。大多數的胸脊鯊化石均發現於美國蒙大拿州的熊谷石灰岩中，因此該地點在當時可能屬於牠們的繁殖地，這意味著胸脊鯊可能具有遷徙的習性。

## 大眾文化
- 在2003年英國BBC製作的《海底霸王》第1集中出現，試圖攻擊魚餌，但因為鄧氏魚靠近而選擇遊走。
- 在2005年英國BBC製作的《與巨獸共舞》第1集中出現，試圖追擊海納螈，卻反而被含肺魚襲擊。